# پزشک خوب (مجموعه تلویزیونی)
پزشک خوب یا دکتر خوب (به انگلیسی: The Good Doctor) یک مجموعه تلویزیونی آمریکایی در ژانر درام پزشکی است. این سریال بر پایه مجموعه دکتر خوب ساخته شده‌است.

## خلاصه سریال
داستان اصلی، درمورد پسر جوانی است که میخواهد به هدف بزرگش برسد و در این بین با مشکلات زیادی روبرو میشود که باید با آنها مقابله بکند.
شان مورفی در دانشگاه پزشکی تحصیل میکند و قصد دارد یک‌جراح خیلی خوب بشود اما به اختلال اوتیسم مبتلا است و هیچ بیمارستانی قبول نمی‌کند که دوره ی رزیدنتی اش را آنجا بگذراند. اما شاون هوش سرشاری دارد و یکی از قابلیت های ذهنی اش، تجسم سه بعدی اعضای داخلی بدن است.
دکتر گلسمن فردی که بعد از فرار کردن شان از خانه مراقبت او را بر عهده گرفته بود، رییس بیمارستان سن خوزه است و تا حدی هیئت مدیره را راضی می کند تا به او شانسی بدهند.
وضعیت شان به دوران کودکی اش بر میگردد، زمانی که او برادرش را جلوی چشمان خود از دست می دهد و نمی‌تواند کاری بکند، پس از آن تصمیم قطعی میگیرد تا یک پزشک بشود و جان افراد را نجات بدهد. مطرح کردن همین موضوع درجلسه ی هیئت مدیره که انگیزه ی اصلی شان بود تا حد زیادی در قبولی آنها تاثیر گذاشت. دکتر اندروز یکی از اعضای هیئت مدیره است و به این شرط این که اگر مورفی نتوانست لیاقت خود را به عنوان پزشک ثابت کند با برکناری گلسمن بتواند رییس بعدی بشود رضایت خود را اعلام می کند. بعد از پشت سر گذاشتن این مشکلات به‌شان اجازه داده میشود که موقتاً در جایگاه رزیدنتی به فعالیت بپردازد. اکنون او درکنار کلاری برون و جرد کلو هرسه باهم در بخش جراحی دکتر ملندز مشغول به یادگیری تجربی پزشکی و پرورش مهارت های خود می‌شوند. در ابتدا افراد تیم به‌شان اهمیتی نمی‌دادند و او را نادیده می‌گرفتند اما شان ویژگی های خاصی دارد و می‌تواند چیزهایی را در ذهن خود ببیند که دیگران قادر نیستند. او با اصرار بر نظریه ها و ایده های خود موفق به نجات دادن جان چند نفر می شود و این‌گونه تاحدودی میتواند توجه هم تیمی های خود و دکتر ملندز را جلب کند؛ اما این تازه اول کار است، اودو رقیب سرسخت یعنی دکتر برون و کلو دارد و از طرفی دیگر چالش های زیادی در راه است و باید آن ها را با موفقیت پشت سر بگذراند.
در ادامه فصل های بعدی مراحل رشد و به کمال رسیدن این شخصیت به خوبی نشان داده می شود